# 143-тя окрема механізована бригада (Україна)
143-тя окрема механізована бригада (143 ОМБр) — механізоване з'єднання Сухопутних військ Збройних сил України чисельністю у бригаду. Входить до складу ОК «Північ». Бригаду створено в 15 лютого 2023 року.
На 2024 рік 143-тя окрема піхотна бригада воювала під Бахмутом. На початок 2025 року реорганізована на механізовану.

## Історія
2023 рік: Формування бригади як резервної стрілецької бригади у складі Сухопутних військ ЗСУ
Пізніше у 2023 році: Реорганізація резервної стрілецької бригади в піхотну бригаду
У квітні 2024 року бригада воювала в районі селища Калинівка під Бахмутом.
На початку 2025 року бригада реорганізована з піхотної на механізовану. 468-й окремий піхотний батальйон реорганізовано у лінійний 3-й механізований батальйон.

## Структура
- 3-й механізований батальйон[7][6]
- 1-й штурмовий батальйон[8]
- 401-й піхотний батальйон[9]
- 402-й піхотний батальйон[10]
- 403-й піхотний батальйон[11]
- 404-й піхотний батальйон[12]
- 406-й піхотний батальйон[13]
- 412-й піхотний батальйон[14]
- 463-й піхотний батальйон[15]
- 464-й окремий піхотний батальйон[16]
- 466-й окремий піхотний батальйон[17]
- розвідувальна рота[18]
- інженерна рота[19]
- РУБАК[20]
- батальйон безпілотних систем «Могутні»[21][22]

## Оснащення
- Бронетехніка:[23] БМП-1, БМП-2, БТР-70, БТР-80, БТР-3 і БТР-4
- Бронеавтомобілі і MRAP:[24] HMMWV і MaxxPro
- Танки:[25] Т-64БВ, Т-72 і Т-80
- Зенітні установки:[26] ЗУ-23-2
- Піхотна зброя:[27] 9К38 «Ігла» і FIM-92 Stinger

## Командування
- 2024: полковник Лаврик Володимир Володимирович[28]

## Символіка
На емблемі бригади, затвердженій 15 травня 2023 р., на червоному полі зображено золотий лицарський хрест, що є на хоругвах Чернігівського полку середини XVІІ століття. У блакитній главі щита розташовано дві золоті восьмипроменеві зірки, що також наявні в сотенних гербах і на полкових знаменах Чернігівщини XVІІ—XVІІІ століття.
Окремі батальйони, що входять до складу бригади, уживають осібні нарукавні знаки, в горішніх частинах яких зображено фігури з загальнобригадної емблеми — хрест у супроводі двох зірок у блакитній главі. В основному полі батальйонних емблем відтворено знаки окремих підрозділів, в основі яких — здебільшого історичні герби міст і територіальних одиниць, на теренах яких дислоковано відповідні батальйони.

## Втрати
- 26 лютого 2024 — Дудкін Олексій Олександрович. Солдат, розвідник розвідувальної роти.[29]
- 10 березня 2024 — Войтенко Олександр Іванович.[30]
- 7 квітня 2024 — Чигрин Микола Миколайович, солдат.[4]
- 29 квітня 2025 — Петренко Артем, сержант.[31]